# Battlefield: Bad Company
Battlefield: Bad Company (abbreviato BF: BC) è uno sparatutto in prima persona sviluppato da Digital Illusions Creative Entertainment e pubblicato da Electronic Arts, che adopera il motore grafico Frostbite, sviluppato dalla stessa DICE. Il gioco, previsto per le piattaforme PlayStation 3 e Xbox 360, è uscito il 23 giugno 2008 negli Stati Uniti, ed il 27 giugno 2008 in Italia.

## Trama
La storia di Battlefield: Bad Company ruota intorno alle avventure di una squadra dell'Esercito degli Stati Uniti; come sfondo, le vicende di una guerra fittizia fra la Federazione Russa e gli Stati Uniti d'America, probabilmente per questioni legate al controllo delle maggiori zone petrolifere. La squadra, meglio conosciuta come Bad Company che fa parte della "Compagnia B" del 222º Battaglione dell'esercito americano, è composta dal soldato assaltatore Preston Marlowe, protagonista del gioco, dal soldato mitragliere Terrence Sweetwater, uomo intelligente e molto loquace, dal soldato artificiere George Gordon Haggard Junior, o più semplicemente Haggard, figura comica della squadra, e dal sergente assaltatore Samuel D. Redford, l'unico volontario della Bad Company, prossimo al congedo.
La squadra, effettua diverse operazioni in prima linea per le forze armate americane, come abbattere torri radio, o distruggere delle postazioni d'artiglieria russe. Alla fine della prima missione, Sweetwater trova il corpo di un mercenario del gruppo noto come "Legionari". Essi operano sotto il comando del Legionario, un mercenario senza regole che paga in lingotti d'oro. Il suo slogan è una frase in latino: "Acta Non Verba", ovvero "Fatti, non Parole". Sweetwater racconta loro che i Legionari sono probabilmente l'esercito più pericoloso del mondo. Redford deride le parole di Sweetwater, chiamandole "leggende metropolitane", e Haggard appare generalmente indifferente. Sweetwater, comunque, continua a raccontare cose che ha sentito sui Legionari, menzionando che si fanno pagare in lingotti d'oro. Haggard quindi torna indietro e controlla il corpo del mercenario morto, dopo pochi secondi di affrettata ricerca, dopodiché si alza ed esclama di aver trovato dell'oro nelle tasche del mercenario. La squadra quindi divide il lingotto in quattro e tornano al lavoro, anche se Haggard è convinto che ci sia molto più oro nei dintorni. Curiosamente, durante la loro seconda missione, osservano dei mercenari caricare casse su di un camion. Quando l'autocarro parte, un lingotto d'oro cade da esso, convincendo la squadra a seguire il veicolo. Il camion finisce la sua corsa passando il confine di un fittizio stato dell'Europa orientale, una nazione chiamata Serdaristan. Ma il Serdaristan è uno stato neutrale nel conflitto tra l'America e la Russia, la squadra è impossibilitata a seguire il camion oltre. Tuttavia Haggard, perdendo il controllo di sé stesso a causa dell'avidità d'oro inizia a sparare in aria gridando "in quelle colline c'è l'oro!"  correndo oltre il confine e invadendo lo stato neutrale.
A causa di ciò, Redford ordina alla squadra di seguire Haggard per andarlo a recuperare. Quando finalmente riescono a fermare Haggard, Mike-Uno-Juliet (la coordinatrice delle operazioni della squadra) chiama Redford alla radio e li riprende per la loro invasione. Dice specificatamente che Redford, al quale mancava solo un giorno dal ritiro, sarà processato sotto corte marziale per l'offensiva di Haggard e la seguente invasione di un paese neutrale, e ordina alla squadra di tornare indietro. Esitando, Redford decide che non ha più niente da perdere, ordinando di continuare la ricerca dell'oro dei mercenari. I soldati arrivano fino ad un porto, dove l'U.S. Army li cattura, ordinando di abbandonare le armi e arrendersi.
Nella prossima missione però, si scopre che è stato raggiunto un accordo: anche se il Serdaristan è ufficialmente neutrale, lo spionaggio americano sospetta che stia facendo il doppio gioco per entrambe le parti, pertanto viene mandata la squadra, la quale sarà graziata se entrerà in Serdaristan, e riuscirà a catturare il dittatore del Serdaristan, Zavomir Serdar (dato che ufficialmente sono disertori e quindi l'esercito americano non sarebbe responsabile di essi qualora venissero catturati), avanzando fin nel suo palazzo. Ma il Serdaristan non è più considerato un paese neutrale, in quanto viene abbattuto l'elicottero UH-60 Black Hawk. Tuttavia, una volta che la squadra cattura il presidente, Mike-Uno-Juliet li informa che l'elicottero per l'evacuazione non è presente, dicendo che dovranno pensare loro stessi a come fuggire. Questo porta il presidente ad aiutarli, scappando sul suo Mil Mi-24 truccato personale, sul tetto del suo palazzo.
Dopo un lungo volo attraverso il Serdaristan, l'elicottero viene abbattuto da un Ka-52 e si schianta dietro le linee nemiche. Il giocatore (Preston) si risveglia solo e rapidamente contatta Mike-Uno-Juliet per ottenere supporto nella ricerca del resto della squadra. Seguendo le indicazioni di Mike-Uno-Juliet, Preston arriva nel seminterrato di una base comunicazioni e osserva attraverso un monitor il Legionario minacciare il presidente del Serdaristan prima di sparare alla camera di sicurezza. Preston arriva quindi in cima ad una montagna, dove la squadra è detenuta in un monastero, e incontra i suoi mentre combattono alcuni mercenari. Insieme scappano e salvano il dittatore del Serdaristan dall'esecuzione per mano dei mercenari. La squadra cattura un'imbarcazione e lascia il presidente su una piccola isola deserta, esaudendo la sua richiesta di esilio. Seguendo le indicazioni del dittatore, la squadra arriva in una città in fase di costruzione chiamata Sadiz da qualche parte nel Mar Caspio dove incontrano una resistenza mediorientale. A metà della missione, il gruppo viene contattato da Mike-Uno-Juliet che gli dice che l'U.S. Army sta preparando un attacco nella zona, e Haggard suggerisce di rallentare l'avanzata dell'esercito. La compagnia quindi fa esplodere due ponti per fermare le truppe americane, temendo che possano sequestrare l'oro da loro cercato.
La squadra trova una vasta catasta di casse piene d'oro in un garage, ma è attaccata dal Legionario nel suo personale Ka-52, rapidamente si ritirano alla fine di un pontile, dove trovano una postazione AA, che però viene distrutta dal Legionario prima che Preston possa utilizzarla. Allora il nostro eroe mantiene i nervi saldi e abbatte l'elicottero con un Carl Gustav M2 trovato in una cassa. Così la squadra può tornare al tanto bramato oro; appena arrivati scoprono tuttavia che l'esercito sta caricando l'oro su dei camion. Essi quindi, molto delusi, cercano di darsela a gambe prima che qualcuno si possa accorgere di loro, ma un ufficiale li vede e li richiama. La squadra tenta di mentire dicendo che hanno appena finito di rendere sicura l'area. L'ufficiale allora dice loro di salire su un camion e seguire il convoglio, aggiungendo che il camion è pieno di rottami metallici (mentendo ovviamente). La squadra, incredula, obbedisce felicemente all'ordine e, non appena ne ha la possibilità, fa una deviazione dal resto del convoglio, svignandosela nel deserto con l'oro. Il gioco mostra la compagnia mentre discute i propri piani sull'utilizzo dell'oro e guida verso il tramonto.
Alla fine viene mostrato il relitto in fiamme del Ka-52. Il Legionario, sopravvissuto allo schianto, si rialza da terra con una terribile espressione di vendetta stampata in volto.

## Doppiatori
- Preston Marlowe: Davide Albano
- Terrence Sweetwater: Alessandro Lussiana
- Samuel D. Redford: Silvio Pandolfi
- George Gordon Haggard: Alberto Olivero
- Mike Uno Juliet: Jolanda Granato
- Il Legionario: Luca Sandri
- Zamovir Serdar: Riccardo Peroni

## Trailer parodistici
Furono pubblicati tre trailer per Bad Company, ognuno parodiante una popolare serie di videogiochi. Il primo trailer parodiante Metal Gear Solid chiamata "Snake Eyes", il secondo parodiante Gears of War con la canzone "Mad World" chiamata "Bad World" e la terza parodiante Rainbow Six chiamata "Rainbow Sprinkles".

## Accoglienza
La rivista Play Generation lo classificò come il settimo miglior gioco d'azione del 2008.